# مولاي إدريس الخنوسي
مولاي إدريس الخنوسي لاعب مغربي سابق كان ينشط في جهة الدفاع الأوسط (مواليد 21 يونيو 1939 ، فاس) لعب طوال مشواره لنادي واحد ألا وهو المغرب الفاسي حيث بدأ معه موسم 1958-1959 ولم يفارقه أبداً عاش معه لحظات جميلة بصم من خلاله على حضور قوي فبعد أول موسم له رفقة الماص خاض حينها 14 مباراة ليضمن رسميته بعدها في المواسم التالية والتي بلغت 16 موسماً، بالإضافة إلى ذلك جاور أسود الأطلس لفترة ليست بالقصيرة حيث خاض أول مباراة دولية ضد نيجيريا في 8 مارس 1962 ولم يفارق الرسمية أبداً إلى غاية اعتزاله اللعب الدولي سنة 1971 بعد مشاركة مميزة في بطولة كأس العالم 1970 ويعتبر من أكثر اللاعبين حملاً للقميص الوطني بـ 113 مباراة دولية.

## معلومات إضافية
- لعب للمغرب الفاسي 16 سنة من 1958 إلى غاية 1974
- لعب للمنتخب المغربي 113 مباراة دولية من 1962 إلى غاية 1971
- لم يحصل طوال مسيرته على أي بطاقة سواء صفراء أو حمراء

## وصلات خارجية
- مولاي إدريس الخنوسي على موقع الاتحاد الدولي (مؤرشف)  (الإنجليزية)
- مولاي إدريس الخنوسي على موقع قاعدة بيانات كرة القدم.إي يو (الإنجليزية)
- مولاي إدريس الخنوسي على موقع Soccerway.com (الإنجليزية)
- مولاي إدريس الخنوسي على موقع أوليمبيديا (الإنجليزية)
- حوار مع اللاعب الخنوسي - سمر رياضي